# Missing You (Brandy,-Tamia,-Gladys-Knight-&-Chaka-Khan-Lied)
Missing You ist eine Soul-Ballade, die für den Soundtrack des Films Set It Off aufgenommen wurde. Eingesungen wurde der Titel von den US-amerikanischen Sängerinnen Brandy, Gladys Knight und Chaka Khan sowie der Kanadierin Tamia. Produzent war Barry Eastmond und geschrieben wurde der Soundtrack von Gordon Chambers und Barry Eastmond. Der Song war Tamias Chartdebüt und erreichte im Jahre 1996 Platz 25 in den Vereinigten Staaten und Platz zwei in Neuseeland sowie Rang 92 in Australien. Der Song "Let It Go" von Brandys Bruder Ray J, auch aus dem Soundtrack zu Set It Off erreichte in den USA ebenfalls Platz 25 der Charts.

## Charts
| Land (1996)        | Höchstposition |
| ------------------ | -------------- |
| Vereinigte Staaten | 25             |